# NGC 407
NGC 407 es una galaxia espiral de la constelación de Piscis. 
Fue descubierta el 12 de septiembre de 1784 por el astrónomo William Herschel.